# Hymenopenaeus tuerkayi
Hymenopenaeus tuerkayi is een tienpotigensoort uit de familie van de Solenoceridae. De wetenschappelijke naam van de soort is voor het eerst geldig gepubliceerd in 1995 door Crosnier.